# Ricardo Lucarelli
Ricardo Samuel Lucarelli Santos de Souza (ur. 14 lutego 1992 w Contagem) – brazylijski siatkarz, reprezentant kraju, grający na pozycji przyjmującego. 
Od 9 sierpnia 2025 roku jego żoną jest włoszka Sofia Tumminia. Ich ślub odbył się w Belo Horizonte.

## Sukcesy klubowe
Liga brazylijska:
- 2019
- 2014, 2015, 2017
- 2012, 2016

Klubowe Mistrzostwa Ameryki Południowej:
- 2013, 2016
- 2020

Puchar Brazylii:
- 2017

Superpuchar Brazylii:
- 2019

Liga Mistrzów:
- 2021

Klubowe Mistrzostwa Świata:
- 2021

Liga włoska:
- 2022[7]
- 2023[8]

Puchar Włoch:
- 2023[9]

Liga japońska:
- 2025[10]

## Sukcesy reprezentacyjne
Mistrzostwa Ameryki Południowej Kadetów:
- 2008

Mistrzostwa Ameryki Południowej Juniorów:
- 2010

Liga Światowa:
- 2013, 2014, 2016, 2017

Puchar Panamerykański:
- 2013

Mistrzostwa Ameryki Południowej:
- 2013, 2015, 2017, 2021
- 2023[11]

Mistrzostwa Świata U-23:
- 2013

Puchar Wielkich Mistrzów:
- 2013, 2017

Mistrzostwa Świata
- 2014
- 2022[12]

Igrzyska Olimpijskie:
- 2016

Puchar Świata:
- 2019

Liga Narodów:
- 2021
- 2025[13]

## Nagrody indywidualne
- 2009: Najlepszy przyjmujący Mistrzostw Świata Kadetów
- 2013: Najlepszy zagrywający Klubowych Mistrzostw Ameryki Południowej
- 2013: Najlepszy przyjmujący Ligi Światowej[14]
- 2013: MVP Pucharu Panamerykańskiego
- 2013: Najlepszy przyjmujący Mistrzostw Ameryki Południowej[15]
- 2013: MVP Mistrzostw Świata U-23
- 2014: Najlepszy przyjmujący Ligi Światowej
- 2014: Najlepszy przyjmujący Mistrzostw Świata[16]
- 2016: Najlepszy przyjmujący Klubowych Mistrzostw Ameryki Południowej
- 2016: Najlepszy przyjmujący Igrzysk Olimpijskich w Rio de Janeiro
- 2017: Najlepszy przyjmujący Ligi Światowej
- 2017: Najlepszy przyjmujący Mistrzostw Ameryki Południowej
- 2017: MVP i najlepszy przyjmujący Pucharu Wielkich Mistrzów
- 2019: MVP Superpucharu Brazylii
- 2021: Najlepszy przyjmujący Mistrzostw Ameryki Południowej
- 2023: Najlepszy przyjmujący Mistrzostw Ameryki Południowej[17]